# Nesioneta sola
Nesioneta sola là một loài nhện trong họ Linyphiidae.
Loài này thuộc chi Nesioneta. Nesioneta sola được Alfred Frank Millidge & Anthony Russell-Smith miêu tả năm 1992.